# Ян-Анджей Красінський

Сліповрон

Ян Анджей Красінський (пол. Jan Andrzej Krasiński; 14 серпня 1550 — 13 квітня 1612) — польський історик.

## Біографія
Народився в Щуках на Мазовії, походив зі шляхетської родини ґербу Слєповрон. Як небіж краківського єпископа Францішека Красінського, отримав ґрунтовну освіту (навчався в єзуїтському колегіумі у Відні, згодом в Італії — у Римі та Болоньї). Від 1572 виконував обов'язки гнезненського та краківського каноніка, від 1576 — краківського кантора. З того року перебував при дворі польс. короля Стефана Баторія, виконував різні дипломатичні місії, супроводжував короля у його протимоск. походах (див. Лівонська війна 1558—1583). Автор першого друкованого геогр.-політ. опису Речі Посполитої «Полонія: До ясновельможного та могутнього Генріха Валуа, з ласки божої Польського короля» (Болонья, 1574). Твір К., до створення якого автора підштовхнули відомий італ. історик Карло Сигоній (Сигоніус) та деякі освічені болонські нобілі (від лат. nobilis — відомий, шляхетний; представники вищих станів у Венеціанській республіці та деяких італ. містах), був задуманий спеціально, аби «просвітити» щодо польс. проблем короля-іноземця — Генріха Валуа. Незважаючи на кишеньковий формат, праця відзначалася предметністю та багатством інформації, у тому числі і про землі Русі-України. Вона твердо боронила засади держ. ладу Речі Посполитої та відіграла істотну роль у формуванні опінії (від лат. opinium — громадська думка) про Польщу на Заході